# Svatba

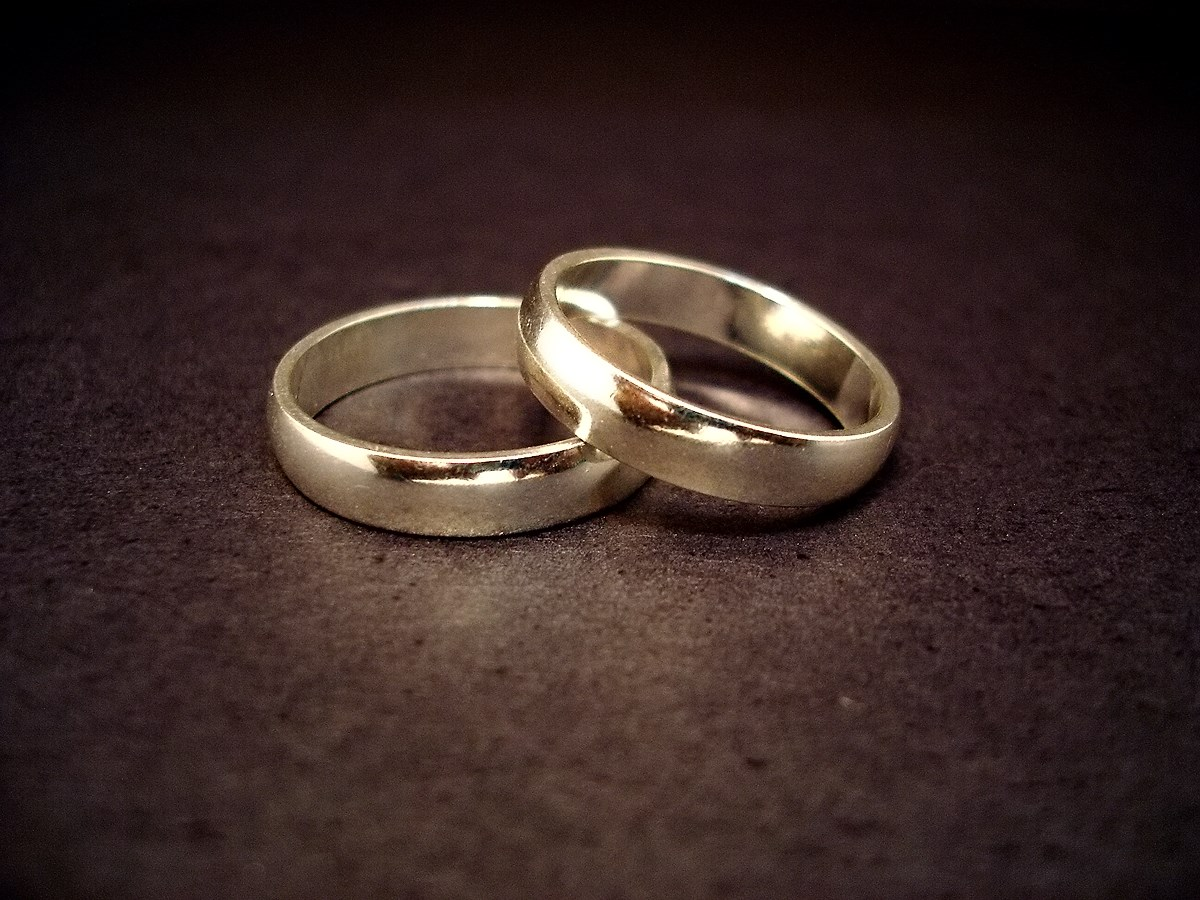
Snubní prsteny

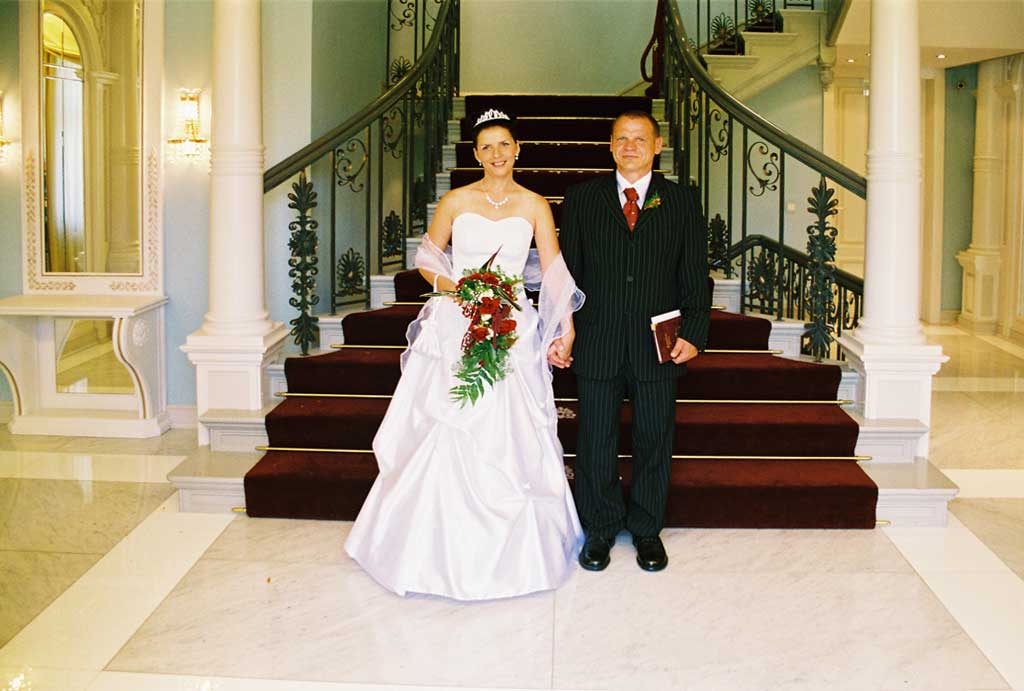
Svatební pár

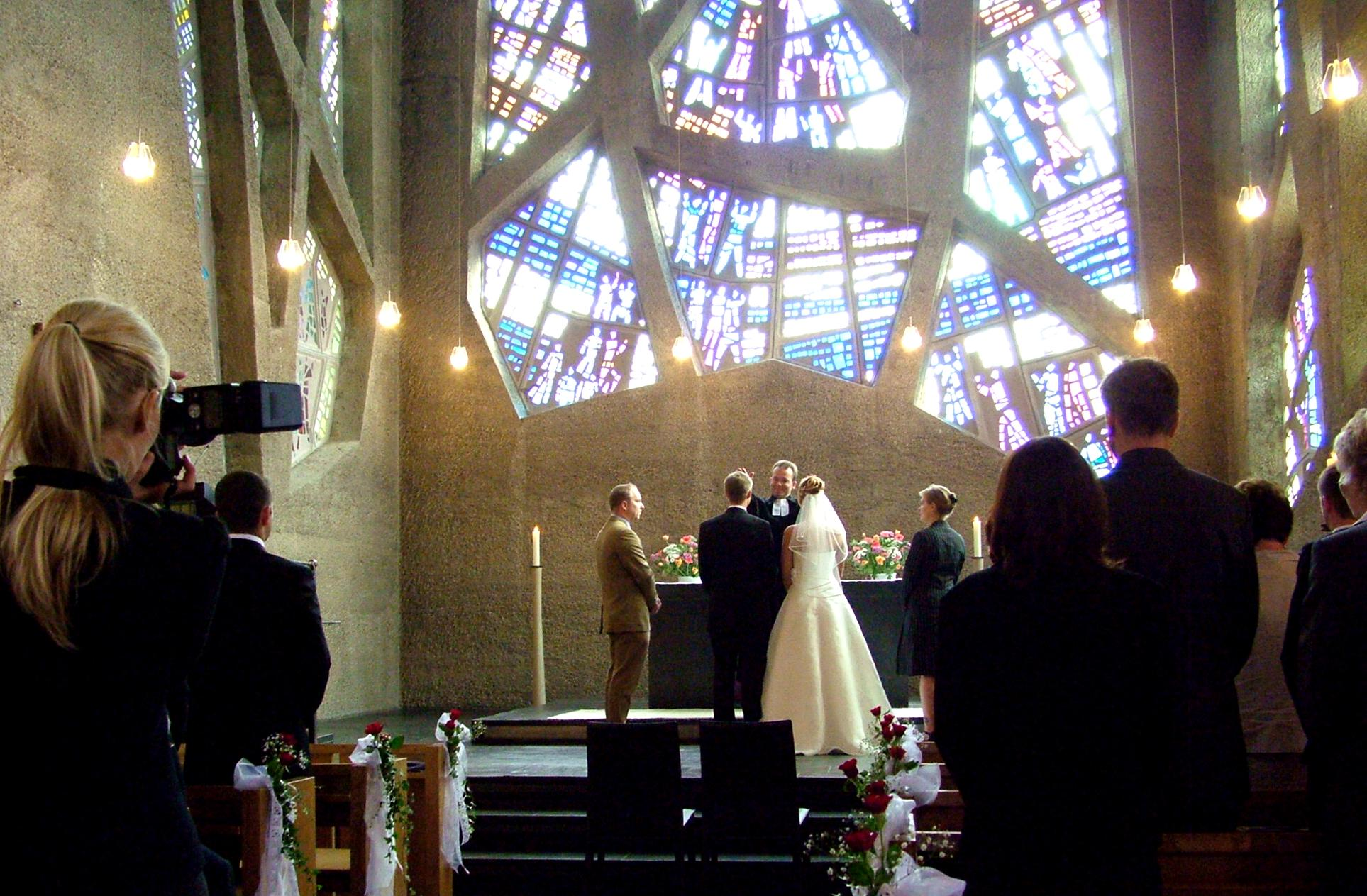
Svatební obřad

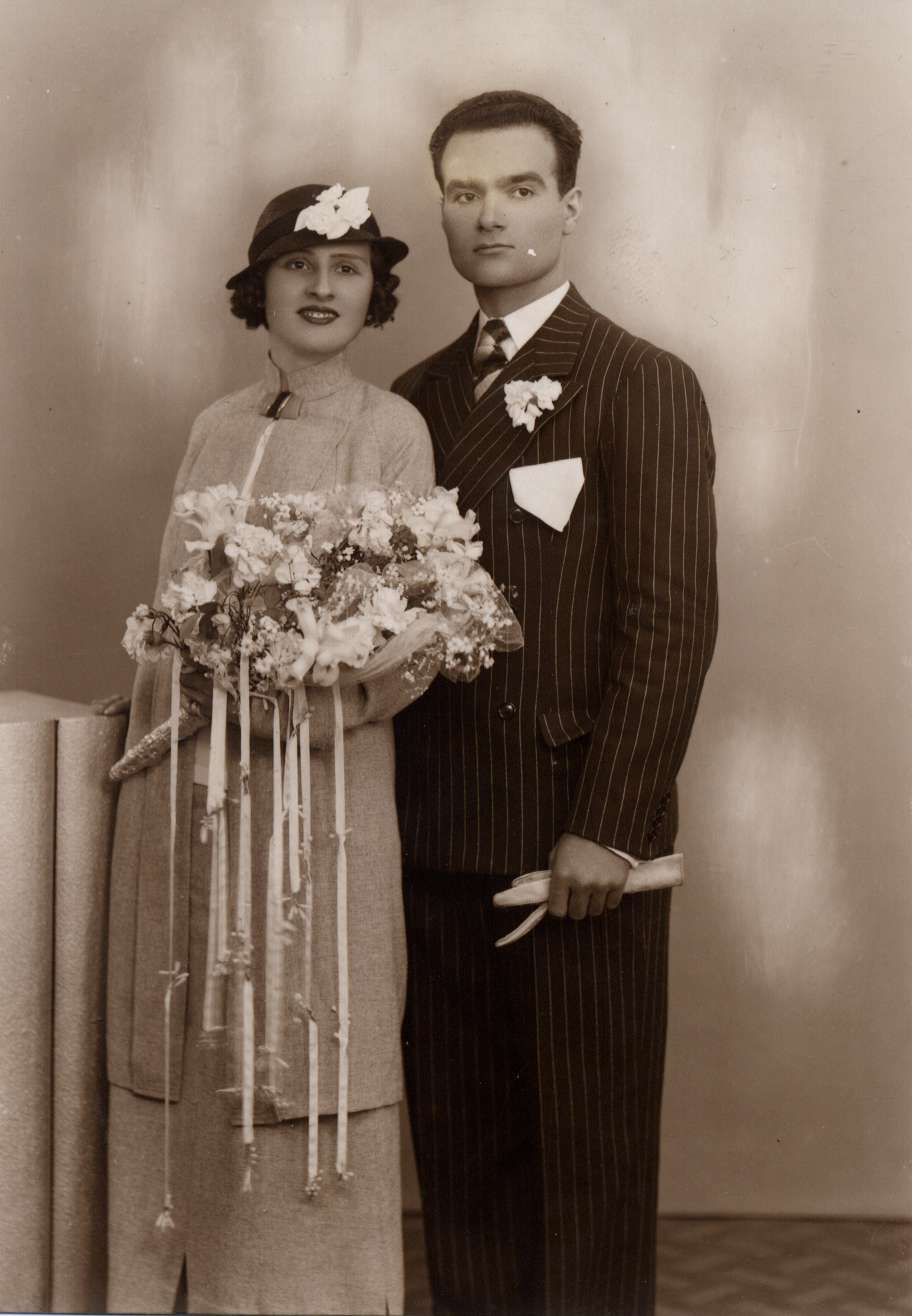
Novomanželé v roce 1935 z Barcelony ve Španělsku.

Svatba neboli sňatek je obvykle slavnostní vznik manželství. Z pohledu ženy se nazývá též vdavky, pro muže ženitba. Slovo svatba je odvozeno od praslov. *svętъ = „příbuzný“ a to od kořene indoevrop. *su̯o- = „svůj“. Výraz sňatek staročesky znamenal též shromáždění, sbor, spojení či počátek, z praslov. *sъn-(j)ęt-ъkъ.
Svatba je světově rozšířený společenský obřad, který spojuje dvě osoby. V minulosti se jednalo zpravidla o osoby opačného pohlaví, vzhledem k liberalizaci společnosti a společenských zásad, je dnes v některých státech možné uzavřít sňatek i s osobou stejného pohlaví. Historicky se tento obřad vyskytuje v různých formách v naprosté většině světových kultur. Jejich forma se liší na základě sociálních, náboženských a dalších odlišnostech. Tento jev můžeme sledovat na různých úrovních již od pravěku. Charakter obřadu a jeho důsledků se měnil v průběhu historie na základě obecných společenských poměrů. Důležitými faktory pro historický vývoj svateb byl například (kult rodiny, vliv církve) v pozdější době především subjektivnější důvody (láska, peníze). Na svatby se může nahlížet jak ze sociologického hlediska, tak např. I z teologického, psychologického nebo politického hlediska.

## Před svatbou
Před samotným sňatkem většinou předchází řada příprav, některé jsou závazné, jiné spíše tradiční, například:
- zásnuby, zasnoubení, zaslíbení čili dohoda zájemců o sňatek o záměru uzavření manželství, tzn. o svatbě
- ženichova žádost o ruku rodičů nevěsty, tj. o souhlas nevěstiných rodičů se svatbou
- objednání obřadu; u církevního sňatku podle pravidel církve případně i další úkony
- uzavření předmanželské smlouvy, zejména o stavu majetku snoubenců před svatbou, ale i majetku získaného po ní a případného majetkového vypořádání v případě rozvodu manželství
- někdy v zájmu shody v manželství jeden ze snoubenců přestoupí do církve snoubence/snoubenky
- zasílání svatebního oznámení příbuzným a blízkým osobám
- opatření snubních prstenů a svatební kytice – objednání a koupě, zvykově to bývá věc ženichovy péče
- dojednání svatebních svědků, družiček a družbů

Většina párů začíná s přípravami svatby přibližně půl roku před jejím uskutečněním. Na začátku každého roku se proto na řadě míst po celé České republice koná bezpočet svatebních veletrhů, kde mohou páry načerpat inspiraci pro svůj svatební den. Plánování a organizace svatby je časově i organizačně značně náročné, proto jsou často najímány agentury, které se zabývají celkovou organizací, od naplánování po závěr.

## Termíny svateb konaných v ČR
Valná většina svateb konaných v České republice se odehrává v letních měsících (červen – září). Budoucí  novomanželé volí letní měsíce zejména s ohledem na vyšší pravděpodobnost hezkého počasí. Tomuto faktu nahrává i rostoucí popularita svateb pod širým nebem. Z důvodu popularity letních měsíců je ovšem zařizování nejrůznějších svatebních záležitostí právě v letních měsících obtížnější a musí se řešit se značným náskokem. Také ceny služeb jsou obvykle vyšší než „mimo sezónu“. Drtivá většina svateb se poté odehrává v sobotní, případně páteční den. Extrémně exponované jsou potom termíny se shodou číslic jako 8. 8., 16. 6., 9. 9. apod.

## Svatba
Svatba samotná má zpravidla dvě hlavní části:
- sňatek, oddavky, svatební obřad, vstup do manželství, zpravidla se slibem věrnosti a oddanosti, částečně předepsaný zákonem, pod vedením autorizované osoby, pověřené státem nebo církví, případně jinou institucí, státem k tomu oprávněnou. Toto oprávnění může mít i omezenou či podmíněnou platnost, jak tomu bylo v minulosti, kdy církevní sňatky nebyly státem uznávány jako plnohodnotné a pro právní závaznost musely být provedeny i na úřadě (což víceméně platí v řadě evropských zemí (např. Rakousko)[zdroj?]).
- oslava, svatební hostina, veselka, jejíž zajištění bývalo věcí nevěsty, případně jejích rodičů. Tato praxe či zvyk dnes již prakticky neexistuje. V naprosté většině je svatba zařizována svatebním párem společně, či dle dispozic a domluvy. Na oslavě se také provádějí nejrůznější zvyky dle národnosti. V České republice se jedná například o vzájemné krmení se novomanželů svatební polévkou (vývar s knedlíčky), či společné zametání rozbitého talíře před vstupem na hostinu.

## Po svatbě
Bezprostředně po svatebním dni následuje svatební noc. Ta hrála významnou roli zejména v historii. Po svatbě nejenže nastávají novomanželům líbánky, zpravidla radostné období, ale také řeší společné bydlení, pokud dosud bydleli odděleně, a často také jedou na svatební cestu. A během let manželství mohou každoročně slavit výročí svatby, zejména pak „kovové“, tj. bronzovou, stříbrnou a zlatou svatbu, a konečně i diamantovou.

### Zánik manželství
A pokud se rozhodnou ukončit manželství, prochází rozvodem. Jinak manželství končí sice úmrtím jednoho z nich, ale společenský status zachovává, respektuje jakési jeho pokračování ve vdovství zbylé osobě vdovy či vdovce.

## Svatebčané
Snoubenci – ženich a nevěsta
Svobodná žena (slečna), či již rozvedená žena (paní) vstupující do manželství (snoubenka, lidově též „nastávající“) je označována jako nevěsta, bezprostředně po svatbě novomanželka, vdaná žena, manželka, manželova žena s titulem a oslovením (mladá) paní.
Muž před svatbou a během ní je snoubenec, ženich, po svatbě ženatý muž, lidově „ženáč“, manžel, manželčin muž a krátce i novomanžel.
Oba společně se nazývají snoubenci a po svatbě manželé a novomanželé, „jsou svoji“.

## Právní náležitosti

Navléknutí svatebního prstenu

Pro zápis do matriky je potřeba podpis na zápisu novomanželů a oddávajícího, ale i svatebních svědků. Zpravidla jde o čestnou funkci a určí si je snoubenci, obvykle jeden od nevěsty a jeden od ženicha. Kromě příbuzných obou stran a hostů se svatby mohou účastnit osoby se zvláštním pověřením od snoubenců. To jsou jednak družičky, které pomáhají nevěstě, a jednak družbové čili pomocníci ženicha, kteří kromě jiného mají bránit nevěstu před únosci. Oddávající jsou pověření úředníci nebo církevní hodnostáři, kteří svatbu vedou.
Možnost uzavřít sňatek mají v Česku zletilí a svobodní čeští občané i cizinci, pokud nebyla soudem omezena jejich práva. K uzavření manželství jsou v Česku potřebné doklady:
- doklad totožnosti a státní příslušnosti snoubenců
  - občanské průkazy, u cizinců cestovní pasy
  - rodné listy, u cizinců rovnocenný doklad o narození – zejména o místu a datu narození, jménu a příjmení osoby – a stejné údaje o jeho rodičích
- oprávnění uzavřít sňatek (pro zabránění bigamie)
  - výpis z evidence obyvatel o osobním stavu, pokud není k dispozici občanský průkaz; u cizinců: potvrzení o osobním stavu a pobytu
  - u rozvedených pravomocný rozsudek o rozvodu předchozího manželství nebo o zrušení partnerství
  - u ovdovělých úmrtní list manžela nebo partnera
  - u cizinců doklad o právní způsobilosti k uzavření manželství nebo povolení domovského státu uzavřít manželství v ČR
- o dětech vstupujících sňatkem do rodiny jako vlastní
  - rodné listy společných dětí a dětí nevěsty, jejichž otec dětí není znám

### Druhy sňatku
Sňatek podle způsobu uzavření:
- církevní sňatek, zpravidla vedený oddávajícím duchovním,
- občanský sňatek, nebo též civilní sňatek, vedený obecním nebo státním úředníkem, případně jinou oprávněnou osobou.

Jejich platnosti nebývají vždy zcela rovnocenné – z pohledu státních úřadů může být církevní sňatek považován za neúplný a naopak v očích některých církví občanský sňatek není platný. To se liší v různých zemích a také podle církví a podobně.
Svatba také může být něčím neobvyklá, např. exotická nebo hromadná.

### Oddávající
V případě církevního sňatku provádí sňatečný obřad osoba pověřená registrovanou církví nebo náboženskou společností.
V případě občanského sňatku je prováděn:
- starostou, místostarostou nebo pověřeným členem zastupitelstva obce, městské části hlavního města Prahy, městského obvodu nebo městské části územně členěného statutárního města; nebo
- poslancem nebo senátorem.

Státní občan České republiky může mimo území republiky uzavřít manželství také před diplomatickou misí nebo konzulárním úřadem České republiky. V mimořádném případě, pokud je život jednoho ze snoubenců přímo ohrožen může mimo území České republiky sňatečný obřad provést také:
- velitel námořního plavidla plujícího pod státní vlajkou České republiky
- velitel letadla zapsaného v leteckém rejstříku v České republice,
- a je-li alespoň jeden ze snoubenců státním občanem České republiky rovněž velitel vojenské jednotky České republiky v zahraničí.

### Svazky stejného pohlaví
Napříč společností se vyskytují i sňatky stejného pohlaví. Pohledy na tuto problematiku se liší napříč kulturami. Obecně ve vyspělejších zemích je společenský pohled na svazky stejného pohlaví pozitivní, v některých jsou i tyto svazky již legalizované. Naopak, v zemích se silným vlivem náboženství a v méně vyspělých zemích je na tyto svazky nahlíženo s opovržením a společnost se proti nim jasně vymezuje. Více v Registrované partnerství.

## Svatby podle náboženství
Křesťanství

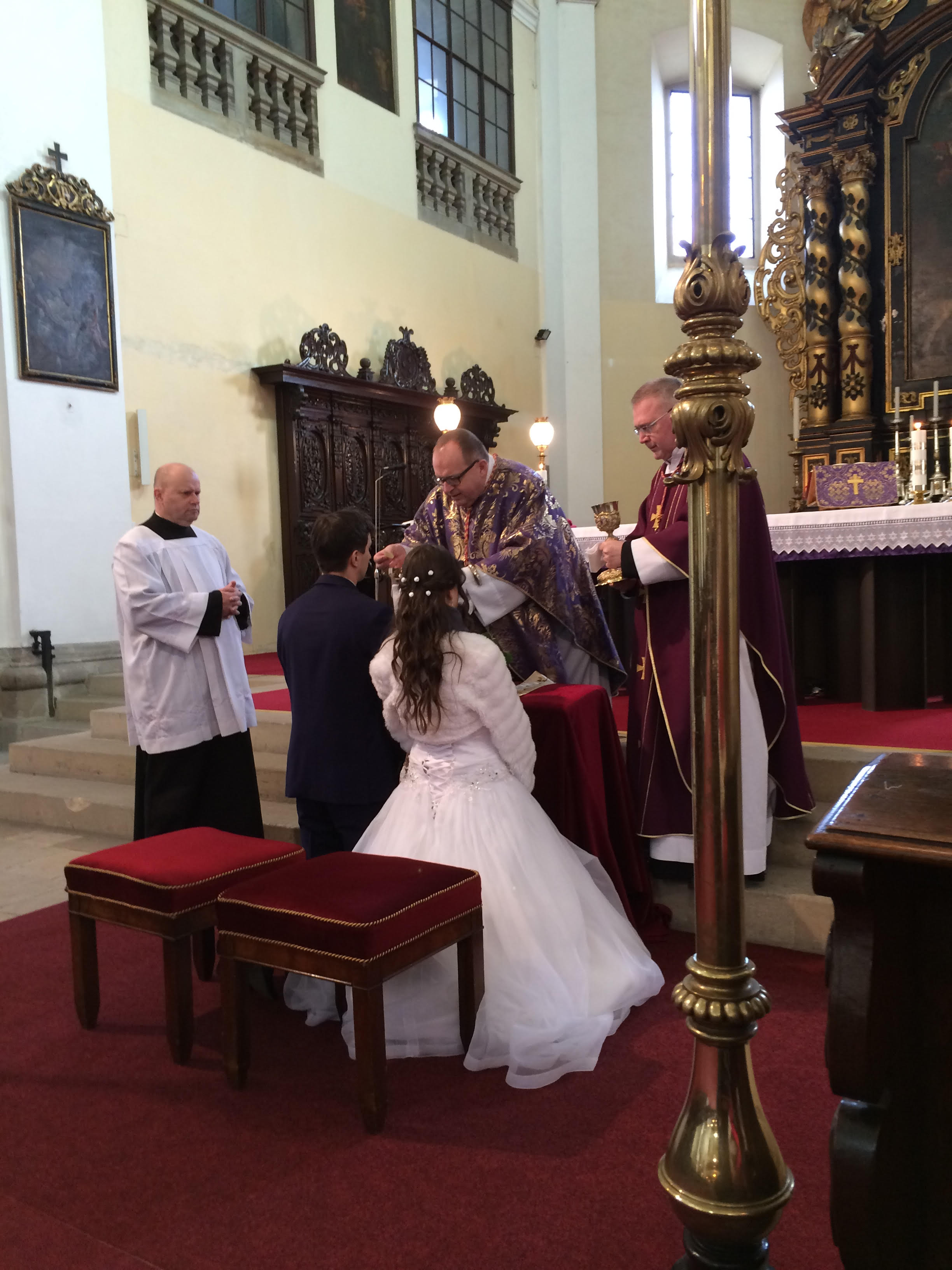
Katolická svatba, kněží při ní podávají eucharistii (oddávající probošt J. Hladík, koncelebrující kanovník M. Davídek, 2016)

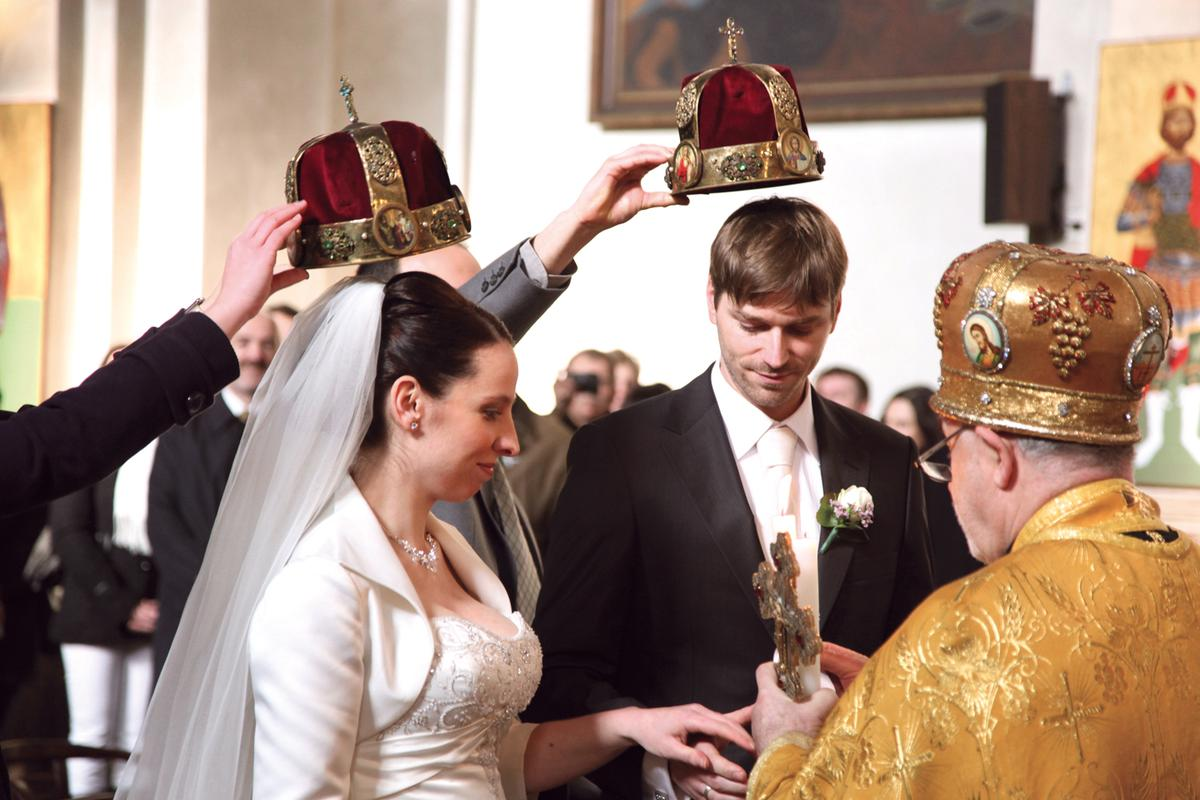
Pravoslavný církevní sňatek, v chrámu sv. Cyrila a Metoděje v Praze (oddávající protopresbyter J. Šuvarský, 2011

- Římskokatolická církev – svatební průvod vchází do kostela za doprovodu hudby, jako poslední přicházejí ženich s nevěstou k oltáři. Kněz odříkává pasáže z Písma svatého a předčítá svatební slib. Snoubenci si vymění prsteny, následuje závěrečná modlitba, zpěvy a blahopřání.
- Pravoslavná církev –
- Evangelická církev – farář čeká před vchodem do kostela (portálem) na ženicha s nevěstou, aby je mohl zavést spolu se svatebčany ke svatebnímu oltáři. V čele průvodu stojí farář.
- Unitářství – svatební obřad může být velmi variabilní a mít různou podobu, lišit se rovněž může podoba svatebního slibu. Rozhodující je přítomnost unitářského duchovního.

Judaismus
Islám
Hinduismus

## Svatební zvyky
Svatební zvyky jsou zvyky, které se dodržují o svatebním dni nebo jsou se svatbou jinak spjaté. jiné nejen zemi od země, ale i kraj od kraje.
Nejběžnější svatební zvyky v Česku:
- před svatbou
  - Zdobení svatebních vozidel, zpravidla automobilů stuhami a květinami a zdobení svatebního sálu – dekorace stolů, židlí
  - Svatební koláčky, kterými se zvou svatební hosté. Většinou jde o malé koláčky s průměrem do asi 5 centimetrů, koláčové jednohubky, s různými náplněmi. Svatební koláčky nesmí péct sama nevěsta. Žena, která sní koláček, který byl upečen v rohu plechu, se do roka a do dne vdá.
  - Oblečení nevěsty by mělo obsahovat něco nového, starého, půjčeného a modrého.
  - Voničky nebo vývazek dostane každý svatební host dostane do klopy nebo na šaty.
  - Falešná nevěsta – někdo se převlékne za nevěstu a snaží se přebrat pravé nevěstě ženicha před svatbou.
- po obřadu
  - Házení kyticí – nevěsta si po skončení obřadu či po prvním tanci a fotografování stoupne zády k neprovdaným dívkám, které se svatby účastní, a hodí kytici za sebe. Dívka, která kytici chytí, se do roka jistě bude vdávat. Tradice převzatá z anglosaských zemích.
  - Zasypávání rýží – při odchodu z obřadní síně zasypávají svatebčané novomanželský pár rýží – přivolávají tak bohatství a plodnost. Také konfetami a flitry.
  - Chomout dostane novomanžel na krk, jako symbol svázání manželstvím. Chomout bývá často doplněn i železnou koulí připevněnou nad kotník ženicha řetězem.
- při oslavě – zpravidla svatební hostině
  - Střepy – při příchodu na svatební hostinu rozbije obsluhující personál talíř, nevěsta s ženichem pak musí střepy zamést. Podle toho, jak se k úkolu postaví, je jasné, jak jim bude klapat společná domácnost.
  - Polévka z jednoho talíře novomanželé jsou svázáni bílým ubrusem a navzájem se krmí jednou lžící. Svatební polévkou je v Česku většinou vývar s játrovými knedlíčky.
  - Krájení svatebního dortu – novomanželé opět dostávají jediný nůž a společně nakrojí dort. Nikdo ze svatebčanů nesmí dort odmítnout.
  - První manželský tanec by měl být sólo tanec, věnovaný pouze novomanželům. Obvykle svatebčané vytvoří kolem tančících novomanželů kruh.
  - Únos nevěsty – Tradice oblíbená zejména u mladých přátel obou novomanželů. V průběhu oslavy unesou novomanželku do některé z okolních hospůdek, kde rozpustile a nekontrolovatelně zapíjejí štěstí novomanželů. Novomanžel by měl svou ženu najít co nejdříve, protože celou útratu těchto přátel platí on. Od tohoto zvyku se pro jeho často neblahé následky na průběh svatební hostiny upouští a většinou bývá novomanželským párem zakázán.
  - Přinesení novomanželky – Ženich má přenést přes práh bytu v náručí.
  - Zvedání bot (svatební kvíz) – Patří mezi nejoblíbenější hry na svatbě. Cílem je zjistit, jak dobře se novomanželé znají a jaký mají vztah k různým otázkám týkajícím se jejich společného života. Hra obvykle probíhá tak, že novomanželé sedí na židlích zády k sobě a každý z nich drží jednu svou botu a jednu botu svého partnera. Poté moderátor (nebo někdo z hostů) klade otázky, na které odpovídají zvednutím příslušné boty – například "Kdo je v páru víc pořádný?" nebo "Kdo je ten, kdo se častěji opozdí?" Novomanželé zvedají tu botu, která podle jejich názoru odpovídá správné odpovědi.[13]
  - Svatební cesta – Posvatební rekreační cesta novomanželů. Má usnadnit přechod ke každodennímu soužití novomanželů.

Mezi tradiční zvyky patří některé části oděvu či předměty, které by měla mít nevěsta na sobě v den svatby:
- nová věc symbolizující nový začátek
- stará věc značící zachování rodinné tradice
- zapůjčená věc je symbolem toho, že budeme dbát na rady druhých
- modrá jakožto barva věrnosti (některé tradice ovšem říkají, že modré barvě je naopak lépe se vyhnout, neboť symbolizuje „modřiny“)

Stále častěji je též možné se setkat se svatebními zvyky z jiných oblastí (např. z USA) a některé se stávají novodobými svatebními tradicemi.